# Sennedyem

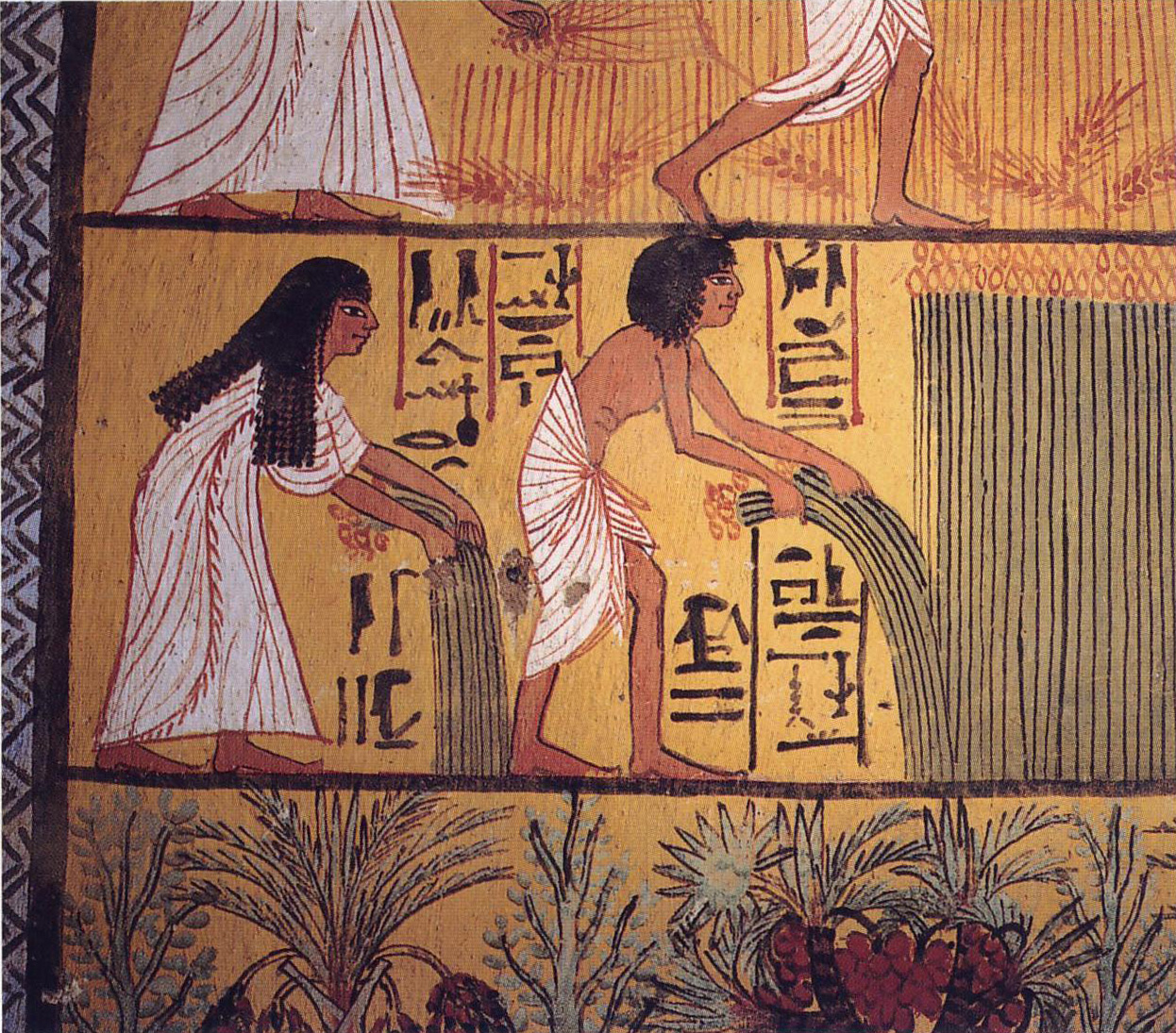
Sennedyem recoge plantas de lino, mientras su esposa las ata en gavillas. Tumba TT1.

Sennedyem, que significa según su jeroglífico "dulce hermano", fue un artesano del Antiguo Egipto que trabajó en la necrópolis del Valle de los Reyes durante la Dinastía XIX, al servicio de los farones Seti I y su hijo, Ramsés II.
| T23 · N35 | M29 | Aa15 · Y1 |

| T23 · N35 | M29 | Aa15 · Y1 |

Tenía el título de Servidor en el Lugar de la Verdad al oeste de Tebas, transliterado, sDm-aS m st mAat. Sabemos que era un funcionario de alto rango con la tarea de supervisar la necrópolis real tebana como lo demuestra la escena parietal en su tumba, que lo representa con un cetro sejem, un símbolo de poder.

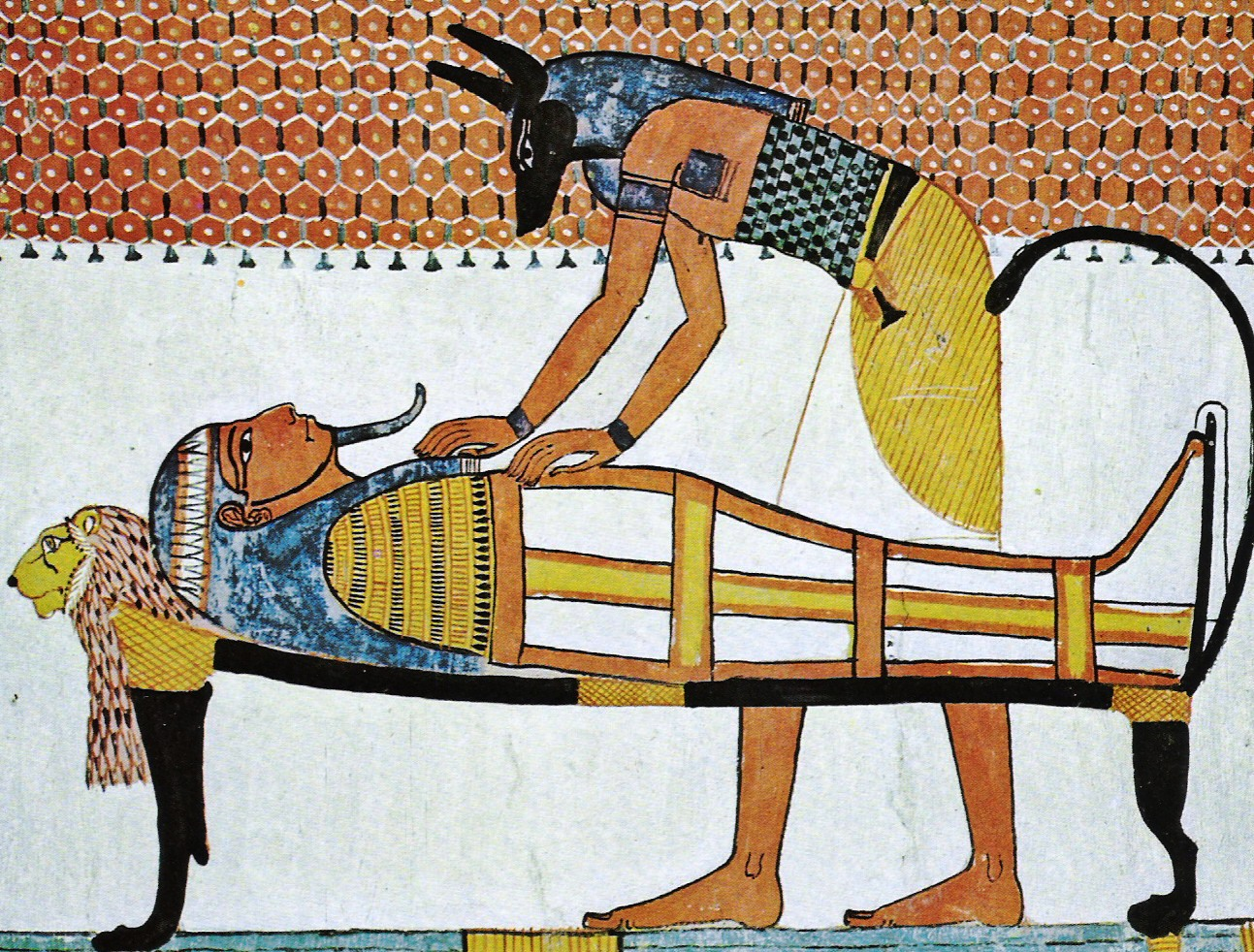
Bajo un dosel, Sennedyem, en proceso de momificación por un sacerdote con máscara de Anubis sobre un lecho zoomorfo donde el león simboliza el final del viaje a la Duat. Tumba TT1.

Vivió con su familia en el poblado de los artesanos de Deir el-Medina que había sido fundado por Tutmosis I para los trabajadores que construían los enterramientos reales y fue enterrado en su tumba, con parte de su familia, en las inmediaciones de su casa. Esta tumba, conocida hoy como Tumba Tebana TT1, fue descubierta en 1886 por el Servicio de Antigüedades Egipcias, al frente de las cuales estaba el egiptólogo francés Gaston Maspero, que encomendó su excavación al egiptólogo español Eduardo Toda, vicecónsul de España en El Cairo.
La tumba es de tamaño modesto, pero la decoración interior refleja la gran habilidad de los que han estado trabajado para la nobleza más exigente y la misma realeza. Los artesanos preparaban su casa para la eternidad, probablemente durante las pausas de trabajo, ayudándose unos a otros. Su verdadera riqueza son las pinturas parietales con escenas de viñetas del Libro de los Muertos. Una pared entera está dedicada a la representación de los Campos de Iaru. Otra escena le representa con su esposa jugando al senet.
Como muchos de sus compañeros del poblado, Sennedyem, hijo de Jabejnet y Tahennu, tuvo familia numerosa, diez hijos tenidos con su esposa Inyferti. Cuatro chicos, siendo el mayor Jabejet (también Jabejnet o Jabejent, que tiene su tumba cerca de la de su padre, la TT2), Bunajtef, Rahotep y Jonsu y seis chicas, Irunefer, Taashsen, Hetepu, Ramose, Anhotep y Ranehu.